# Flône
Flône est une section de la commune belge d'Amay, située en Wallonie dans la province de Liège. C'était une commune à part entière avant la fusion des communes de 1977.

## Géographie

### Lieux-dits
Abbaye, Kérité, Pont de Jehay, Saint-Emerence, Sart. 

Ferme de la Kérité, Ferme Genot, Ferme Goffart. 

Bois de Jehay, Bois de la Vieille-Montagne, Bois du Couvent, Bois Royal.

### Quelques chiffres vers 1950
Population : 310 personnes.
Superficie : 188 hectares.
Nombre de bâtiments : 65.

## Démographie
- Sources:INS, Rem:1831 jusqu'en 1970=recensements, 1976= nombre d'habitants au 31 décembre

## Histoire

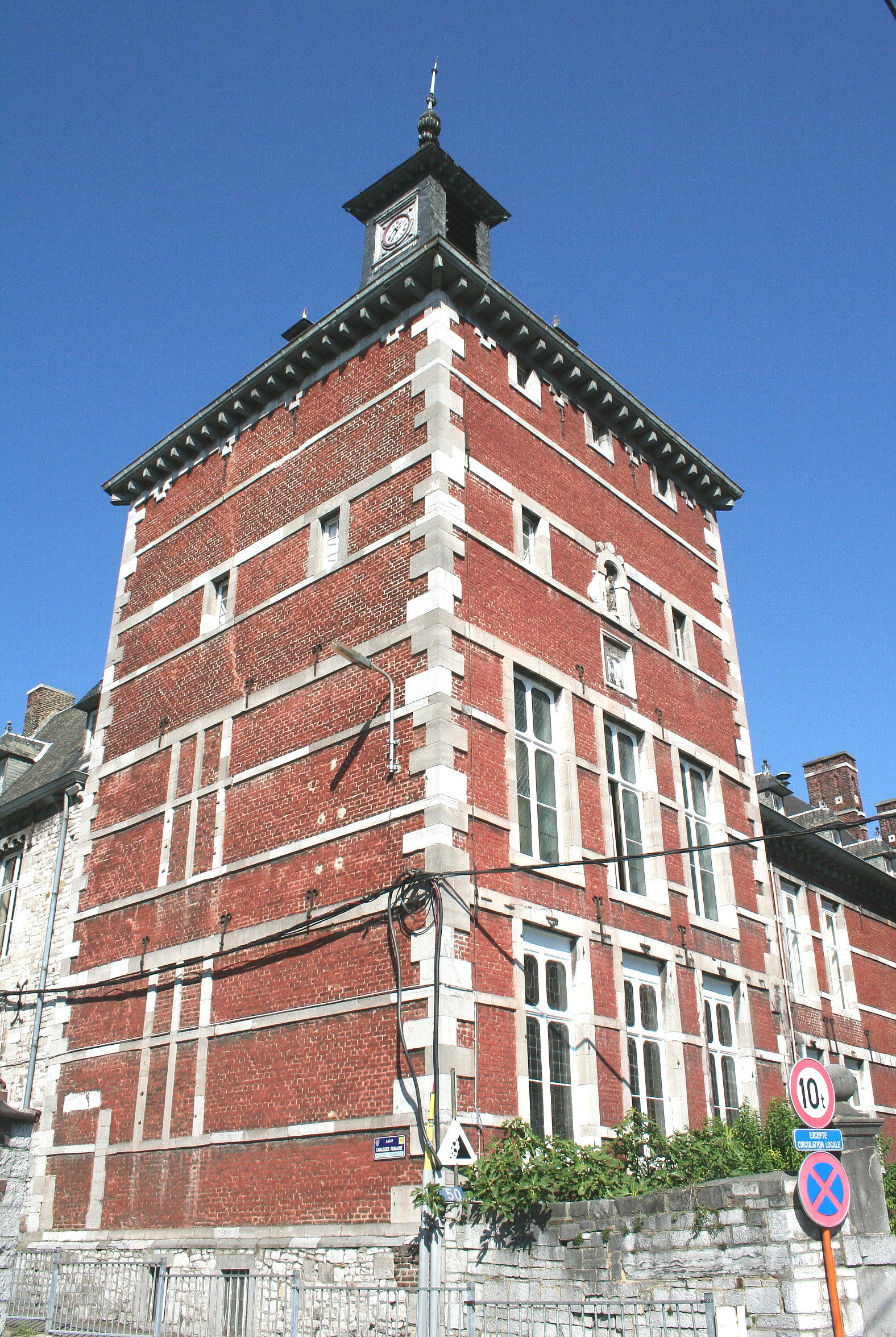
Tour de l'abbaye de Flône (XVIIe siècle).

Depuis le Ier siècle, la Chaussée romaine de Metz à Tongres traversait le village.

## Patrimoine et culture

### Monuments
Il y a sur le territoire du village, une ancienne abbaye, l'Abbaye de Flône qui est devenue aujourd'hui une école avec l'arrivée des Sœurs de l'Instruction Chrétienne en 1927.

## Économie

### Industrie
Les chanoines de l'Abbaye exploitèrent la houille, le fer et la calamine dès le XIIIe siècle jusqu'à la fermeture de l'abbaye par les révolutionnaires en 1796. En 1844, Louis Bronne et des associés belges et français fondent la société anonyme de la Grande Montagne pour y exploiter le zinc. La société ne prospère pas et est mise en liquidation en février 1850. Le 21 octobre 1852, l'usine, les mines et propriétés sont acquises par la société Vieille Montagne. L'usine de Flône connaît alors un développement régulier. Elle s'étendra sur plus d'un kilomètre de part et d'autre de la chaussée de Liège. En 1907, la fonderie comprend 40 fours et 108 creusets. Elle ne fermera ses portes qu'en 1979.